# Sérgio Milliet
Pour les articles homonymes, voir Milliet.
Sérgio Milliet da Costa e Silva est un poète et essayiste brésilien, né le 20 septembre 1898 à São Paulo et mort le 9 novembre 1966 dans la même ville.

## Biographie
De 1912 à 1920, Sérgio Milliet vit à Genève, où il effectue ses études, et c’est en Suisse que le jeune poète publie, en français, ses deux premiers recueils, relevant d'un certain post-symbolisme sentimental. Il est alors proche de l'Unanimisme, et intègre le groupe de la revue Le Carmel, dirigée par le poète et futur psychanalyste Louis-Charles Baudouin. 
Fin 1920, il retourne au Brésil où il noue des liens avec les écrivains brésiliens qui vont bientôt compter, les membres du Modernisme alors en formation (Mário de Andrade, Guilherme de Almeida, Oswald de Andrade, etc.). Son bilinguisme lui permet de faire le pont entre le continent sud-américain et l’européen. Il rapporte des livres français et commence à traduire ses amis brésiliens pour la revue anversoise Lumière. Il participe à la fameuse Semaine d’Art Moderne de février 1922 qui se tient au Théâtre Municipal de São Paulo, et contribue à la première revue moderniste de São Paulo, Klaxon. 
En 1923, il retourne à Paris, où il fréquente notamment Blaise Cendrars, et publie à Anvers un nouvel et dernier recueil écrit en français, Œil-de-Bœuf. À Paris, il retrouve aussi son compatriote Oswald de Andrade et la compagne de ce dernier, la peintre Tarsila do Amaral. 
Il est au Brésil début 1924 pour la venue de Blaise Cendrars (il sera un des dédicataires de ses Feuilles de route), dont l'œuvre poétique n'est pas sans l'inspirer pour la sienne propre. De fin 1924 à l’année 1925, il est encore entre les deux continents, écrit toujours en français, dans des revues où il s'efforce de faire connaître la littérature de la nouvelle génération brésilienne (dans la Revue de l'Amérique Latine, notamment), mais surtout, désormais, en portugais, s'agissant de son œuvre poétique comme des chroniques qu'il envoie de Paris à plusieurs revues brésiliennes. Il collabore aussi, très occasionnellement, à la revue anversoise de Michel Seuphor, Het Overzicht, y publiant ses propres poèmes ou des traductions de ses amis brésiliens.
Son premier recueil composé en portugais, Poemas analogos, paraîtra au Brésil en 1927. Il rassemble des poèmes composés en voyage, à Paris et en Europe en 1923 et 1924, dans les sections "Milréis a duzia" et "Poemas analogos", et d'autres relatifs à son retour définitif au Brésil, les "Poemas brasileiros".
Il se montrera un critique important, écrivant sur la plupart de ses contemporains, prenant part aux débats internes au Modernisme, par exemple dans la revue Terra roxa e outras terras en 1926 (il fut le premier à signaler l'importance de Luis Aranha), et devenant, de facto, un critique et un historien central du modernisme brésilien avec Mário de Andrade.